# Belako
Belako ist eine spanische Post-Punk-Band aus dem Ort Mungia im Baskenland. Die Band singt hauptsächlich auf Englisch, sporadisch jedoch auch auf Baskisch. Ihr Name bezieht sich auf ein Viertel Mungias, in welchem sich die Probenräume der Band befinden. Das Viertel ist außerdem die Heimat zweier Bandmitglieder.

## Geschichte
Belako wurde im Jahr 2011 gegründet und spielte zuerst in kleinen Lokalitäten und nahm erste Songs auf. Ihre Musik wurde stark von der Musikrichtung New Wave beeinflusst. Bald entwickelte die Gruppe ihren Stil weiter und ließ Elemente der elektronischen Musik in ihre Musik mit einfließen. 
Im Jahr 2012 gewann die Band einen Wettbewerb des baskischen Radiosenders Euskal Irrati Telebista und erreichte den dritten Platz bei einem Wettbewerb des Radiosenders Radio 3, wodurch sie im selben Jahr auf dem Bilbao BBK Live auftraten und beim Heineken Jazzaldia als Vorband für Elvis Costello spielen durfte. 
Obwohl die Band gerade erst gegründet wurde, veröffentlichte die Band das Album Eurie (auf Deutsch: Regen). Die Band erhielt gute Resonanzen von Kritikern. Das ermöglichte der Band im Jahr 2014 zahlreiche Auftritte auf der iberischen Halbinsel. Die Band trat unter anderem auf den Festivals Primavera Sound, Festival Tres sesenta, BBK Live und Ebrovisión auf.
Im November 2015 veröffentlichte Belako mit Track sei die erste Single aus ihrem zweiten Album Hamen (auf Deutsch: hier). Das Album wurde im Januar 2016 veröffentlicht, dennoch bewarb die Band das Album seit Herbst des Vorjahres. Das Album wurde bei der Plattenfirma Mushroom Pillow herausgebracht, die auch mit den Bands Triángulo de Amor Bizarro, La Habitación Roja und El Columpio Asesino gearbeitet hat. Das Album war deutlich aufwändiger produziert worden als das Debütalbum der Band und Belako spielte auf der dazugehörigen Tour auch Konzerte außerhalb Spaniens.
Im Februar 2018 veröffentlichte sie ihr drittes Album Render Me Numb, Trivial Violence, auf dem 14 Lieder zu finden sind. 

## Diskografie
Studioalben

| Jahr | Titel                            | Höchstplatzierung, Gesamtwochen, AuszeichnungChartsChartplatzierungen (Jahr, Titel, Platzierungen, Wochen, Auszeichnungen, Anmerkungen) | Anmerkungen |
| Jahr | Titel                            | ES | Anmerkungen |
| ---- | -------------------------------- | --- | ----------- |
| 2016 | Hamen                            | ES24 (5 Wo.)ES |             |
| 2018 | Render Me Numb, Trivial Violence | ES29 (5 Wo.)ES |             |
| 2020 | Plastic Drama                    | ES7 (1 Wo.)ES |             |
| 2023 | Sigo regando                     | ES44 (1 Wo.)ES |             |

Weitere Studioalben
- 2013: Eurie